# Guo Jianing
Guo Jianing (chinesisch 国家宁; * 26. April 2000 in Harbin) ist ein chinesischer Eishockeyspieler, der seit 2024 für den KRS Shenzhen in der chinesischen Eishockeyliga spielt.

## Karriere
Guo Jianing spielt bereits seit seiner Jugend in der Organisation des Kunlun Red Star. So spielte er für KRS Junior, KRS Heilongjiang und ORG Junior Peking in der Molodjoschnaja Chokkeinaja Liga und für den China Golden Dragon in der 2. česká hokejová liga, der dritten tschechischen Liga. Von 2021 bis 2023 stand er bei dem Roten Stern in der Kontinentalen Hockey-Liga auf dem Eis. Seit 2024 spielt er für den KRS Shenzhen in der chinesischen Eishockeyliga.

### International
Für China nahm Guo Jianing im Juniorenbereich an der Division II der U18-Weltmeisterschaften 2016 und 2018 und der Division III der U18-Weltmeisterschaft 2017, als er mit der besten Plus/Minus-Bilanz des Turniers zum sofortigen Wiederaufstieg beitrug, sowie den U20-Weltmeisterschaften der Division III 2017, 2018 und 2019, als er als zweitbester Torschütze des Turniers (gemeinsam mit Yan Juncheng hinter Huang Qianyi) maßgeblich zum Aufstieg beitrug, und der Division II 2020 teil.
Im Seniorenbereich stand der Stürmer erstmals bei der Weltmeisterschaft der Division II 2022, als der erstmalige Aufstieg in die Division I seit dem Abstieg 2007 gelang, im chinesischen Kader. So spielte er für das Team aus dem Reich der Mitte bei der Weltmeisterschaft 2023 erstmals in der Division I, in der er auch 2024 spielte. Auch bei der Qualifikation für die Olympischen Winterspiele in Mailand 2026, der Eishockey-Asienmeisterschaft der Herren 2024 und den Winter-Asienspielen 2025 stand er im chinesischen Kader.

## Erfolge und Auszeichnungen
- 2017 Aufstieg in die Division II, Gruppe B, bei der U18-Weltmeisterschaft der Division III, Gruppe A
- 2017 Beste Plus/Minus-Bilanz bei der U18-Weltmeisterschaft der Division III, Gruppe A
- 2019 Aufstieg in die Division II, Gruppe B, bei der U20-Weltmeisterschaft der Division III
- 2022 Aufstieg in die Division I, Gruppe B, bei der Weltmeisterschaft der Division II, Gruppe A

## KHL-Statistik
(Stand: Ende der Saison 2022/23)